# 八熊通

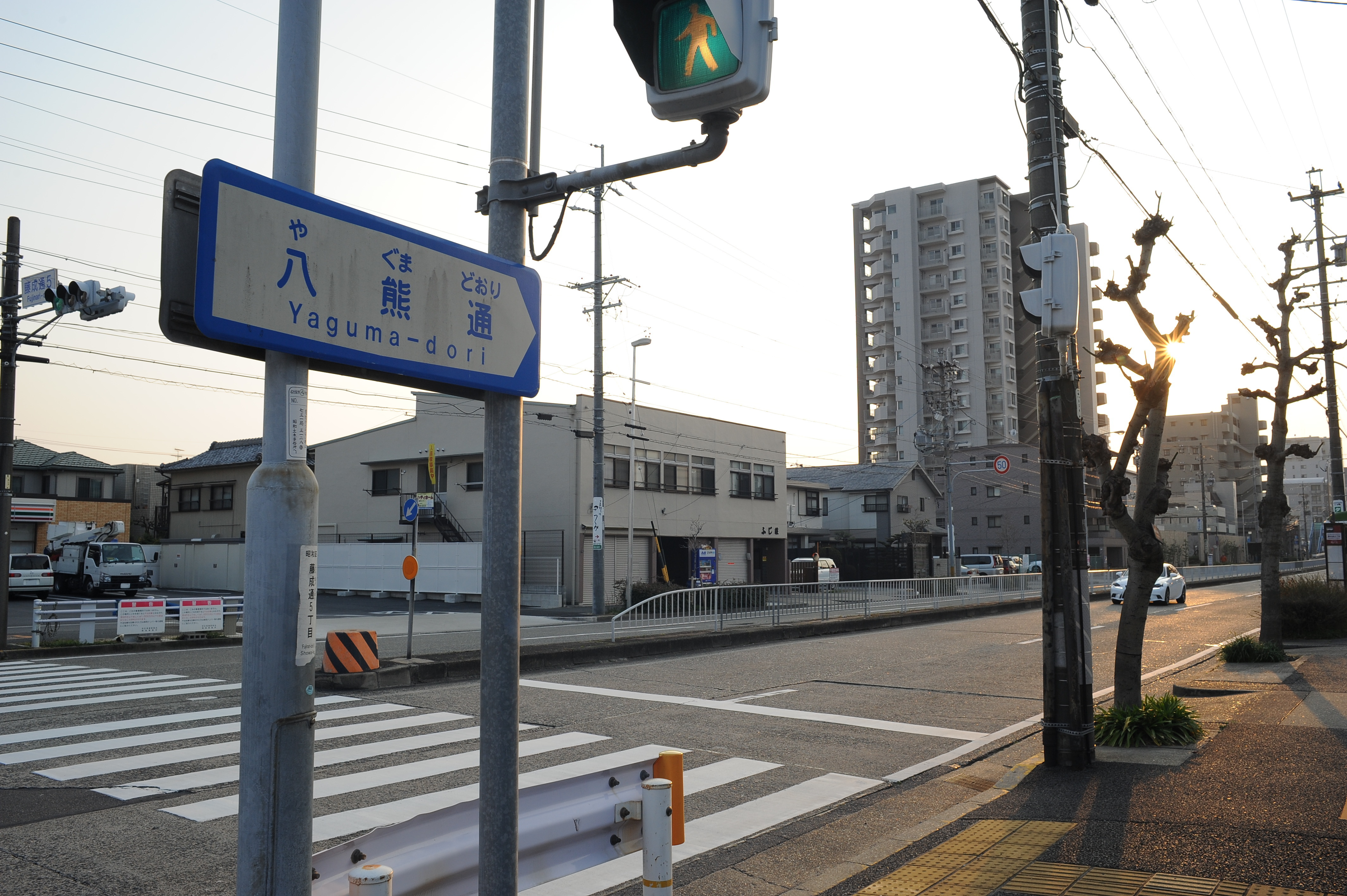
藤成通5交差点（愛知県名古屋市昭和区藤成通）

八熊通（やぐまどおり）は、愛知県名古屋市中川区富田町榎津にある榎光橋西交差点から名古屋市昭和区檀渓通四丁目にある檀渓通4交差点に至る、名古屋市内の通りの一つである。愛知県道29号弥富名古屋線のうち、名古屋市内の区間（新川以東）を指す。「八熊通」の名は、1984年（昭和59年）に名古屋市が市内の道路の愛称を公募し制定した。
名古屋市の主要な東西の通りの一つで、沿線には中川区役所、中川運河、名古屋の副都心である金山、東邦ガス本社、名古屋市立大学病院などがある。
全線に渡って片側2車線で、中央分離帯がある。起点から終点までほぼまっすぐな道となっている。
中川区の八熊通沿いには八熊（1～3丁目）、および八熊通（4～6丁目）という地名があるが、ここはかつて八熊村という村であり、この村の名前は、地区内にある「八劔神社」と「熊野神社」の頭文字を取ったものである。

## 区間
- 起点：名古屋市中川区富田町榎津（榎光橋西交差点）
- 終点：名古屋市昭和区檀溪通四丁目（檀渓通4交差点）

## 交差する道路
- 愛知県道59号名古屋中環状線（榎光橋西交差点）
- 名古屋市都市計画道路万場藤前線（助光交差点）
- 愛知県道106号鳥ヶ地名古屋線（新前田橋東交差点）
- 愛知県道229号八田停車場線（野田二丁目交差点）
- 愛知県道190号名古屋一宮線（野田一丁目交差点）
- 愛知県道107号中川中村線（野田一丁目交差点 - 八熊通交差点で重複）
- 名古屋市道名古屋環状線（松葉公園交差点）
- 名古屋市道江川線（八熊通交差点）
- 国道19号（伏見通）（新尾頭交差点）
- 大津通（沢上交差点）
- 名古屋市道堀田高岳線（空港線）（高辻交差点）
- 名古屋高速3号大高線（高辻入口）
- 名古屋市道名古屋環状線（桜山交差点）
- 愛知県道30号関田名古屋線（檀渓通4交差点）

## 沿線
- 愛知県立中川商業高等学校
- 名古屋市営地下鉄東山線 高畑駅
- 中川区役所
- 名古屋臨海高速鉄道あおなみ線 荒子駅
- 中川郵便局
- 松葉公園
- イオンモール熱田
- 東邦ガス本社
- 名古屋市立大学山の畑キャンパス
- 名古屋市営地下鉄桜通線 桜山駅
- 昭和郵便局
- 名古屋市立大学病院

## 別名
- 篠原橋通（名古屋市中川区）
- 八熊通（名古屋市中川区、熱田区、昭和区）
- 滝子通（名古屋市昭和区）
- 藤成通（名古屋市昭和区）

## 沿革
- 1976年（昭和51年）2月28日 - 八熊線の運河西線から新前田橋間が完成する[2]。

## 町名としての八熊通
八熊通（やぐまどおり）は、愛知県名古屋市中川区にある町名。4丁目～6丁目が設置されている。

### 地理
名古屋市中川区の北東部に位置し、道路としての八熊通に沿っており、町域は東西に細長い。北は二女子町・五女子町・五女子・荒江町に、東は幡野町・熱田区野立町に、南は中川区牛立町・八神町に、西は富川町に接する。

### 歴史

#### 沿革
- 1939年（昭和14年） - 中川区八熊町・野立町の各一部より中川区八熊通が成立。
- 1978年（昭和53年） - 八熊通及び周辺町丁の各一部から中川区南八熊町が成立。
- 1981年（昭和56年） - 八熊通及び周辺町丁の各一部から八熊1～3丁目、五女子1～2丁目が成立。

### 世帯数と人口
2022年（令和4年）12月1日現在の世帯数と人口は、以下の通りである。
| 町名   | 世帯数  | 人口  |
| ------ | ------- | ----- |
| 八熊通 | 236世帯 | 463人 |

### 学区
市立小・中学校に通う場合、学校等は以下の通りとなる。また、公立高等学校に通う場合の学区は以下の通りとなる。
| 町名   | 番・番地等 | 小学校               | 中学校               | 高等学校 |
| ------ | ---------- | -------------------- | -------------------- | -------- |
| 八熊通 | 全域       | 名古屋市立八幡小学校 | 名古屋市立八幡中学校 | 尾張学区 |

### その他

#### 日本郵便
- 郵便番号 : 454-0035[WEB 2]（集配局：中川郵便局[WEB 7]）。